# Szabad Polgárok Pártja
A Szabad Polgárok Pártja (csehül: Strana svobodných občanů, Svobodní) egy cseh euroszkeptikus párt, amelyet 2009. januárjában hozott létre Petr Mach. A Svobodní szoros kapcsolatokat ápol Václav Klaus cseh államfővel, aki szintén euroszkeptikus nézeteiről ismert.
A párt indulni szeretne a 2009-es EP választásokon. Céljai között szerepel a lisszaboni szerződés megbuktatása és az euró bevezetéséről szóló népszavazás kiírása Csehországban. Klaus államfő erősen támogatja ezeket az elképzeléseket. Tárgyalások folytak Declan Ganley-vel arról, hogy Svobodní az egész Európára kiterjedő Libertas mozgalom tagjává válik, de az együttműködést egyelőre még nem rögzítették.